# Прибузьке (Галицинівська сільська громада)
Прибу́зьке — село в Україні, у Галицинівській сільській громаді Миколаївського району Миколаївської області. Населення становить 1440 осіб.

## Географія
У селі бере початок річка Вовча.

## Населення
Згідно з переписом УРСР 1989 року чисельність наявного населення села становила 1421 особа, з яких 658 чоловіків та 763 жінки.
За переписом населення України 2001 року в селі мешкали 1422 особи.

### Мова
Розподіл населення за рідною мовою за даними перепису 2001 року:
| Мова       | Відсоток |
| ---------- | -------- |
| українська | 89,72 %  |
| російська  | 8,82 %   |
| білоруська | 0,56 %   |
| молдовська | 0,49 %   |
| вірменська | 0,28 %   |
| болгарська | 0,07 %   |
| румунська  | 0,07 %   |

## Загинули у боях за село
- Дюльгер Дмитро Іванович (1999—2022) — солдат Збройних Сил України, учасник російсько-української війни, що загинув у ході російського вторгнення в Україну в 2022 році.